# Barba Ruiva (banda desenhada)
Barba Ruiva é uma série de banda desenhada belga de pirataria, sobre o personagem do mesmo nome. A série foi criada pelo argumentista Jean-Michel Charlier e o desenhador Victor Hubinon em 1959.

## História
Barba Ruiva, o Demónio das Caraíbas, navega no seu navio Falcão Negro, aterrorizando os sete mares. Salva o pequeno Thierry de Montfort, depois conhecido por Éric, filho de dois nobres Franceses, de morte certa e adopta-o como seu filho. Desde o inicio que Éric desaprova a conduta do seu novo pai que, receando perder o seu afecto, decide colocar todo o seu esforço ao serviço do rei de França. São acompanhados por Baba, um gigante negro e Três Pernas, um verdadeiro pirata estilo "perna-de-pau".
A série foi criada por Jean-Michel Charlier (Argumento) e Victor Hubinon (desenho) e a sua primeira aparição deu-se na revista Pilote nº1 a 29 de Outubro de 1959. Com a morte de Hubinon, a saga foi recuperada por Jijé e pelo seu filho Laurent e por Christian Gaty.
Charlier escreveu dois ciclos paralelos das aventuras de Barba Ruiva, um desenhado por Gaty e outro por Patrice Pellerin.
A primeira aparição do Barba Ruiva em Portugal foi no Cavaleiro Andante nº 100 em Setembro de 1962. A extinta Editorial Íbis publicou os dois primeiros álbuns em Portugal em 1969 e 1970, mas não teriam seguimento. Foram publicados posteriormente cinco álbuns, quatro no formato 16/22, e um no formato normal, pela extinta Meribérica. O álbum publicado no formato normal, Desafio ao Rei (1982), prosseguia a sua história no álbum seguinte, Les révoltés de l'Océane, no original francês, que não teve tradução em Português.
A série também é conhecida por uma paródia em outra série francesa, Astérix, com piratas azarados inspirados no elenco de Barba Ruiva, incluindo o capitão Barba Vermelha.

## Álbuns
1. Le démon des Caraïbes, Dargaud, 07/1961,
2. Le roi des sept mers, Dargaud, 09/1962
3. Le fils de Barbe-Rouge, Dargaud, 09/1963,
4. Défi au Roy, Dargaud, 01/1964,
5. Les révoltés de l'Océane, Dargaud, 07/1965
6. Le vaisseau fantôme, Dargaud, 07/1966
7. L'île de l'homme mort, Dargaud, 07/1967
8. Le piège espagnol, Dargaud, 07/1968
9. La fin du "faucon noir", Dargaud, 07/1969
10. Mort ou vif, Dargaud, 04/1970
11. Le trésor de Barbe-Rouge, Dargaud, 01/1971
12. La mission secrète de l'épervier, Dargaud, 10/1971
13. Barbe-Rouge à la Rescousse, Dargaud, 01/1972
14. Le pirate sans visage, Dargaud, 07/1972
15. Khaïr le More, Dargaud, 01/1973
16. La captive des Mores, Dargaud, 10/1973
17. Le vaisseau de l'enfer, Dargaud, 04/1974
18. Raid sur la corne d'or, Fleurus, 04/1979
19. L'île des vaisseaux perdus, Fleurus, 04/1980
20. Le jeune capitaine, Dargaud, 04/1981
21. Les disparus du Faucon Noir, Hachette, 10/1982
22. Trafiquants de bois d'ébène, Hachette, 06/1983
23. L'or maudit de Huacapac, Novedi, 06/1984
24. La cité de la mort, Novedi, 03/1987
25. Les révoltés de la Jamaïque, Novedi, 11/1987
26. Pirates en mer des Indes, Alpen Publishers, 09/1991
27. La fiancée du grand Moghol, Alpen Publishers, 08/1992
28. La flibustière du sans pitié, Dargaud, 02/1994
29. A nous la tortue, Dargaud, 09/1995
30. L'or et la gloire, Dargaud, 09/1996,
31. La guerre des pirates, Dargaud, 09/1997
32. L'ombre du démon, Dargaud, 02/1999,
33. Le chemin de l'Inca, Dargaud, 01/2000,
34. Le secret d'Elisa Davis - 1ère partie, Dargaud, 10/2001
35. Le secret d'Elisa Davis - 2eme partie, Dargaud, 06/2004

### Fora de série
- La marée de Saint Jean, Dargaud, 01/1998

### 16/22
- 15 - Le démon des caraïbes, Dargaud, 10/1977
- 39 - Le roi des sept mers, Dargaud, 07/1978
- 50- Le fils de Barbe-Rouge, Dargaud, 01/1979
- 74- L'île de l'homme mort, Dargaud, 01/1980
- 105- Les révoltés de l'Océane, Dargaud, 04/1981

### L'intégrale
1. Le démon des Caraïbes, Dargaud, 07/1992
2. Le capitaine sans nom, Dargaud, 10/1992
3. Le vaisseau fantôme, Dargaud, 07/1993
4. La fin du faucon noir, Dargaud, 06/1994
5. Le pirate sans visage, Dargaud, 06/1995
6. La captive des mores, Dargaud, 07/1996
7. Les disparus du Faucon Noir, Dargaud, 06/1997
8. La cite de la mort, Dargaud, 07/1998
9. Les révoltés de Jamaïque, Dargaud, 06/1999
10. Pirates en mer des indes, Dargaud, 06/2000
11. La guerre des pirates, Dargaud, 07/2001

## Séries derivadas

### La Jeunesse de Barbe-Rouge
1. Les frères de la côte, Dargaud, 02/1996
2. La fosse aux lions, Dargaud, 06/1997
3. Le duel des capitaines, Dargaud, 05/1998
4. L'île du démon rouge, Dargaud, 06/1999
5. Les mutinés de Port-Royal, Dargaud, 07/2001

## Em Portugal
- O demónio das Caraíbas, Charlier & Hubinon, Editorial Íbis, 1969
- O rei dos sete mares,Charlier & Hubinon, Editorial Íbis, 1970
- Desafio ao rei, Charlier & Hubinon, Meribérica, 1982

### 16x22
- 16 - O demónio das Caraíbas, Charlier & Hubinon, Meribérica, 1983
- 23 - O rei dos sete mares, Charlier & Hubinon, Meribérica, 1984
- 26 - A ilha do homem morto, Charlier & Hubinon, Meribérica, 1984
- 30 - O filho do Barba Ruiva, Charlier & Hubinon, Meribérica, 1984